# Albatros-Flugzeugwerke

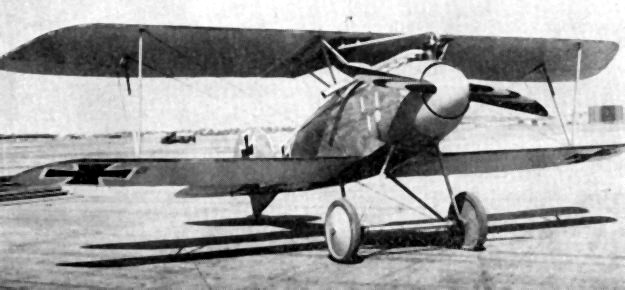
Albatros D.III usado pelo Serviço Aéreo Imperial do exército alemão.

Albatros-Flugzeugwerke foi uma empresa alemã fabricante de aviões com sede em Berlim que supriu uma parte dos aviões usados pelo Serviço Aéreo Imperial do exército do Império alemão durante a Primeira Guerra Mundial, notadamente o Albatros D.II, Albatros D.III e o Albatros D.V, ambos pilotados pelo famoso barão Manfred von Richthofen (conhecido popularmente como Barão Vermelho).
A Albatros-Flugzeugwerke prosseguiu com suas atividades até o ano de 1931, quando por pressão do governo, fundiu-se com a Focke-Wulf de Bremen. 

## Aviões
- Albatros Taube e Albatros Doppeltaube, variação do Rumpler Taube
- Albatros B.I
- Albatros B.II
- Albatros B.II
- Albatros C.I
- Albatros C.II
- Albatros C.III
- Albatros C.IV
- Albatros C.V
- Albatros C.VII
- Albatros C.VIII
- Albatros C.IX
- Albatros C.X
- Albatros C.XII
- Albatros C.XIV
- Albatros C.XV
- Albatros D.I
- Albatros D.II
- Albatros D.III
- Albatros D.IV
- Albatros D.V
- Albatros D.VI
- Albatros D.VII
- Albatros D.VIII
- Albatros D.IX
- Albatros D.X
- Albatros D.XI
- Albatros D.XII
- Albatros Dr.I
- Albatros Dr.II
- Albatros G.I
- Albatros G.II
- Albatros G.III
- Albatros H 1
- Albatros J.I
- Albatros J.II
- Albatros L 30
- Albatros L 56
- Albatros L 57
- Albatros L 58
- Albatros L 59
- Albatros L 60
- Albatros L 65
- Albatros L 66
- Albatros L 67
- Albatros L 68
- Albatros L 69
- Albatros L 70
- Albatros L 71
- Albatros L 72
- Albatros L 73
- Albatros L 74
- Albatros L 75
- Albatros L 76
- Albatros L 77
- Albatros L 78
- Albatros L 79
- Albatros L 81
- Albatros L 82
- Albatros L 83
- Albatros L 84
- Albatros L 100
- Albatros L 101
- Albatros L 102
- Albatros L 103
- Albatros Al 101
- Albatros Al 102
- Albatros Al 103
- Albatros W.4
- Albatros W.5